# Drei sind einer zuviel
Drei sind einer zuviel ist eine 13-teilige deutsche Fernsehserie, die erstmals 1977 vom Sender ZDF ausgestrahlt wurde. Das Drehbuch stammt von Barbara Noack. 

## Inhalt
Am Abend bevor der Lehramtsanwärter Peter Melchior seine erste Stellung in der kleinen Gemeinde Nebel im Bayerischen Wald antritt, lernt er auf einer für ihn gegebenen Abschiedsfeier in München die aus Montabaur im Westerwald stammende Töpferin Charlotte Möller kennen. Charlotte, genannt Karlchen, bringt ihn am nächsten Tag mit dem Auto nach Nebel, da sie sich ohnehin gerade auf Vertretertour durch Bayern befindet, um ihre Töpferware in Kaufhäusern anzubieten.
Zufällig lernt sie in Nebel den Architekten Benedikt Kreuzer kennen, der aufgrund der kürzlichen Trennung von Freundin Anna und mangelnder Aufträge von West-Berlin in das kleine bayerische Dorf gezogen ist, weil ihm ein zahlungsuntüchtiger ehemaliger Bauherr einen Bauernhof dort als Ersatz für fehlendes Honorar vermacht hat.
Karlchen stellt die beiden Männer einander vor, die sich schnell anfreunden und fortan gemeinsam auf dem Bauernhof leben. Lehramtsanwärter Peter versucht, in der Schule Fuß zu fassen, Benedikt kümmert sich um Haus, Haushalt und später um ein neues Projekt, Karlchen ist immer wieder zu Besuch, wenn sie ihre Vertreterroute danach ausrichten kann.
Es entsteht eine enge Freundschaft zwischen Karlchen, Peter und Benedikt, aus der irgendwann für alle mehr wird, jedoch bedeutet dies leider: Drei sind einer zu viel.

## Hintergrund
Die Autorin Barbara Noack war vor allem durch ihr Drehbuch für die Serie Der Bastian (1973) und den darauf basierenden gleichnamigen Roman (1974) bekannt. Die Regie führte wie beim Bastian Rudolf Jugert.
Drei sind einer zuviel erzählt eigentlich den Bastian weiter. Horst Janson, der Darsteller des Bastians, war bereits über 40 Jahre alt, so dass man sich entschied, die Geschichte leicht umzuschreiben und die Rolle des Junglehrers mit Herbert Herrmann zu besetzen.
Die Aufnahmen fanden überwiegend in Viechtach im niederbayerischen Landkreis Regen statt. Der kleine Bauernhof, den Benedikt und Peter bewohnen und renovieren, liegt im Viechtacher Ortsteil Eben. Die Münchener Eigentumswohnung von Charlottes Onkel und Tante liegt in der Kafkastraße in München-Neuperlach. Die letzte Folge wurde überwiegend in Passau gedreht.
Die knapp 25-minütigen Folgen liefen donnerstags um 18:20 Uhr. 2014 erschien die Serie auf DVD.

## Episodenliste
Die Erstausstrahlung der Serie fand vom 4. August 1977 bis zum 27. Oktober 1977 im ZDF statt.
| Nr. (ges.) | Nr. (St.) | Originaltitel                 | Erstausstrahlung Deutschland | Regie         | Drehbuch      | Erstausstrahlender Sender |
| ---------- | --------- | ----------------------------- | ---------------------------- | ------------- | ------------- | ------------------------- |
| 1          | 1         | O Mann, o Mann                | 4. Aug. 1977                 | Rudolf Jugert | Barbara Noack | ZDF                       |
| 2          | 2         | Herrn Lehrers erster Schultag | 11. Aug. 1977                | Rudolf Jugert | Barbara Noack | ZDF                       |
| 3          | 3         | Es ist mehr das Menschliche   | 18. Aug. 1977                | Rudolf Jugert | Barbara Noack | ZDF                       |
| 4          | 4         | Wohin mit dem Sofa?           | 25. Aug. 1977                | Rudolf Jugert | Barbara Noack | ZDF                       |
| 5          | 5         | ... und von Anna träumt ihr!  | 1. Sep. 1977                 | Rudolf Jugert | Barbara Noack | ZDF                       |
| 6          | 6         | Der Elternabend               | 8. Sep. 1977                 | Rudolf Jugert | Barbara Noack | ZDF                       |
| 7          | 7         | Schönes Wochenende            | 15. Sep. 1977                | Rudolf Jugert | Barbara Noack | ZDF                       |
| 8          | 8         | Der schielende Ludwig         | 22. Sep. 1977                | Rudolf Jugert | Barbara Noack | ZDF                       |
| 9          | 9         | Wo ist Müller-Mallersdorf?    | 29. Sep. 1977                | Rudolf Jugert | Barbara Noack | ZDF                       |
| 10         | 10        | Die Reise nach Prag           | 6. Okt. 1977                 | Rudolf Jugert | Barbara Noack | ZDF                       |
| 11         | 11        | Die Stunde der Wahrheit       | 13. Okt. 1977                | Rudolf Jugert | Barbara Noack | ZDF                       |
| 12         | 12        | Karlchen ist wieder da        | 20. Okt. 1977                | Rudolf Jugert | Barbara Noack | ZDF                       |
| 13         | 13        | Die Entscheidung              | 27. Okt. 1977                | Rudolf Jugert | Barbara Noack | ZDF                       |